# Ашуре
Ашуре (тур. aşure) або пудинг Ноя — турецька десертна каша, яка готується із суміші, що складається із зерен, фруктів, сушених фруктів та горіхів. У Туреччині його подають цілий рік, особливо під час Мухарраму, першого місяця ісламського календаря, оскільки 10-е число Мухарраму відповідає Дню Ашури. («Ашура» арабською означає «десятий»)
Традиційно ашуре роблять у великих кількостях на згадку про висадження ковчега і роздають його друзям, родичам, сусідам, колегам, однокласникам та іншим, не враховуючи релігію або систему вірувань одержувача як пропозицію миру та любові. Ашуре традиційно готували і їли в холодні місяці року, але зараз нею насолоджуються цілий рік.

## Інгредієнти
Каша Ашуре не має єдиного рецепта, оскільки рецепти різняться залежно від регіону та родини.
Традиційно кажуть, що вона містить щонайменше сім інгредієнтів. Але деякі кулінари кажуть, що потрібно використовувати принаймні десять інгредієнтів, відповідаючи темі «десять», тоді як алевіти завжди використовують дванадцять. Серед них пшениця, ячмінь, рис, біла квасоля, нут, підсолоджувач, фініки, гранат, буряк, сухофрукти та горіхи. Однак у багатьох варіантах додавання апельсинової та лимонної цедри додають смаку пудингу. Насіння анісу, кунжуту, кедрових горіхів, насіння чорного кмину, зерна граната, фісташок, мигдалю, волоських горіхів, кардамону, кориці, гвоздики, мускатного горіха та духмяного перцю можна використовувати як гарнір, а деякі варіації ароматизують анісовим лікером, трояндою водою та / або водою апельсинового цвіту.
У більшості випадків це веганський десерт, і це один із відомих і найпопулярніших веганських десертів у турецькій кухні.